# PowerJet SaM146
Il PowerJet SaM146 è un motore turboventola prodotto dalla PowerJet, una joint venture tra la francese Snecma e la russa NPO Saturn. La Snecma ha provveduto allo sviluppo della parte calda del motore (inclusi gli stadi di alta pressione), del sistema di controllo (FADEC) e della scatola di ingranaggi, oltre ad essere responsabile dell'integrazione del motore con la cellula e dei test in volo. La NPO Saturn ha sviluppato la parte di bassa pressione del motore (incluso il fan), l'assemblaggio finale e le prove al banco.

## Storia del progetto
Il SaM146 è stato progettato per motorizzare una classe di velivoli regionali da 75-110 posti. Nell'aprile del 2003 fu scelto dalla Sukhoi Civil Aircraft Company per il suo Sukhoi Superjet 100. Il processo di certificazione presso EASA è iniziato con la domanda presentata il 29 settembre 2003 e si è concluso il 23 giugno 2010 con il rilascio del relativo type certificate per la versione 1S17 e il 17 gennaio 2012 per la versione più potente 1S18. Nell'agosto 2010 ha ricevuto anche la certificazione russa..
Il SaM146 può erogare dai 62 ai 77,8 kN di spinta, a seconda della versione. Utilizza una configurazione bialbero coassiale con un fan monostadio e 3 stadi di compressore di bassa pressione collegati ad una turbina di bassa pressione a 3 stadi ed un compressore di alta pressione a sei stadi collegato ad una turbina di alta pressione a singolo stadio. La camera di combustione (progettata e costruita dall'italiana Avio) è di tipo anulare. Il motore è equipaggiato con inversori di spinta e un sistema di controllo FADEC.
Il 18 aprile 2013 è stato consegnato il 60º esemplare di SaM146 prodotto dalla NPO Saturn di Rybink, Russia.

## Versioni
- SaM146 1S15: 62 kN di spinta
- SaM146 1S17: 76,84 kN di spinta
- SaM146 1S18: 77,8 kN di spinta

## Velivoli utilizzatori
- Sukhoi Superjet 100

## Motori simili
- General Electric CF34
- Pratt & Whitney PW6000
- Progress D-436
- Rolls-Royce BR700
- Rolls-Royce Tay (turbofan)